# Сеножатное
Сеножатное — поселок в Урицком районе Орловской области, России.
Входит в состав Городищенского сельского поселения.

## География
Расположен на левом берегу реки Цон северо-восточнее деревни Карелкино. На севере посёлка находится большой лесной массив.
С автодороги 54К-17 в посёлок заходит просёлочная дорога, образующая улицу Новосельскую.

## Население
| 2010 |
| ---- |
| 5    |